# Oliverio Rincón
Oliviero Rincón Quintana (Duitama, 2 april 1968) is een voormalig Colombiaans wielrenner.
Rincón startte zijn professionele wielercarrière in 1990 bij Postóbon. Een jaar later verkaste hij naar Kelme. Rincón behaalde etappezeges in alle drie de grote rondes: in 1993 in de Ronde van Spanje en de Ronde van Frankrijk, in 1995 in de Ronde van Italië en in 1996 nogmaals in de Ronde van Spanje. Hij eindigde in de Ronde van Spanje tevens drie keer in de top 10 van het eindklassement en werd in 1995 vijfde in de Ronde van Italië.

## Belangrijkste overwinningen
1993
- 6e etappe Dauphiné Libéré
- 16e etappe Ronde van Spanje
- 15e etappe Ronde van Frankrijk

1994
- Classique des Alpes

1995
- 14e etappe Ronde van Italië

1996
- 17e etappe Ronde van Spanje

## Resultaten in voornaamste wedstrijden
| Jaar | Ronde van Italië | Ronde van Frankrijk | Ronde van Spanje |
| ---- | ---------------- | ------------------- | ---------------- |
| 1990 |                  |                     |                  |
| 1991 |                  |                     | 10e              |
| 1992 |                  |                     | opgave           |
| 1993 |                  | 16e (1)             | 4e (1)           |
| 1994 |                  | opgave              | 5e               |
| 1995 | 5e (1)           |                     | 62e              |
| 1996 |                  |                     | 49e (1)          |
| 1997 |                  |                     |                  |
| 1998 |                  | buiten tijd         |                  |

| Jaar |  | WK op de weg |
| ---- |  | ------------ |
| 1992 |  | 39e          |
| 1993 |  | opgave       |
| 1994 |  |              |
| 1995 |  | 8e           |